# بيتر كريستيانسن (مجدف)
بيتر كريستيانسن (بالدنماركية: Peter Christiansen)‏ هو مجدف دنماركي، ولد في 4 أبريل 1941 في فريدريكسبرغ في الدنمارك.

## وصلات خارجية
- بيتر كريستيانسن على موقع الاتحاد الدولي للتجديف (الإنجليزية)
- بيتر كريستيانسن على موقع أوليمبيديا (الإنجليزية)